# Louis Vuitton (diseñador)
Louis Vuitton (Anchay, 4 de agosto de 1821 - Asnières-sur-Seine, 25 de febrero de 1892) fue un empresario y diseñador francés, fundador de la marca de artículos de cuero Louis Vuitton, hoy propiedad de LVMH. Entre sus antecedentes, había sido designado como proveedor de maletas y equipaje de la emperatriz Eugenia de Montijo, esposa de Napoleón III.

## Biografía

### Primeros años
Louis nació el 4 de agosto de 1821 en Anchay, una aldea del municipio de Lavans-sur-Valouse en el departamento de Jura, localizado en el este de Francia. Su padre, Xavier Vuitton, era un campesino, y su madre, Corinne Vuitton, sombrerera. La familia de Louis provenía de Francia desde el siglo XVII. Eran de clase trabajadora establecida allí desde hacía mucho tiempo; sus antepasados eran carpinteros, agricultores y modistos.
Corinne murió cuando Louis tenía diez años y su padre se volvió a casar. A Louis no le gustaba la granja sin su madre allí, y ciertamente no le gustaba su nueva madrastra. Louis quería ir a París.
En 1835, a la edad de catorce años, Louis se escapó de su casa para caminar los 417 kilómetros hasta París. Se mantuvo con trabajos extraños en el camino, durmiendo donde encontró refugio.
Fue aprendiz en el taller de un exitoso fabricante de cajas y empacador llamado Monsieur Marechal. Allí Louis aprendió la artesanía del siglo XIX de la fabricación de cajas personalizadas. Esto implicó no solo hacer las cajas ajustadas, sino también empacar y desempacar los artículos para los que fueron construidas. Louis se creó una buena reputación por su oficio y servicio. Una reputación lo suficientemente buena para una emperatriz.

### Vida

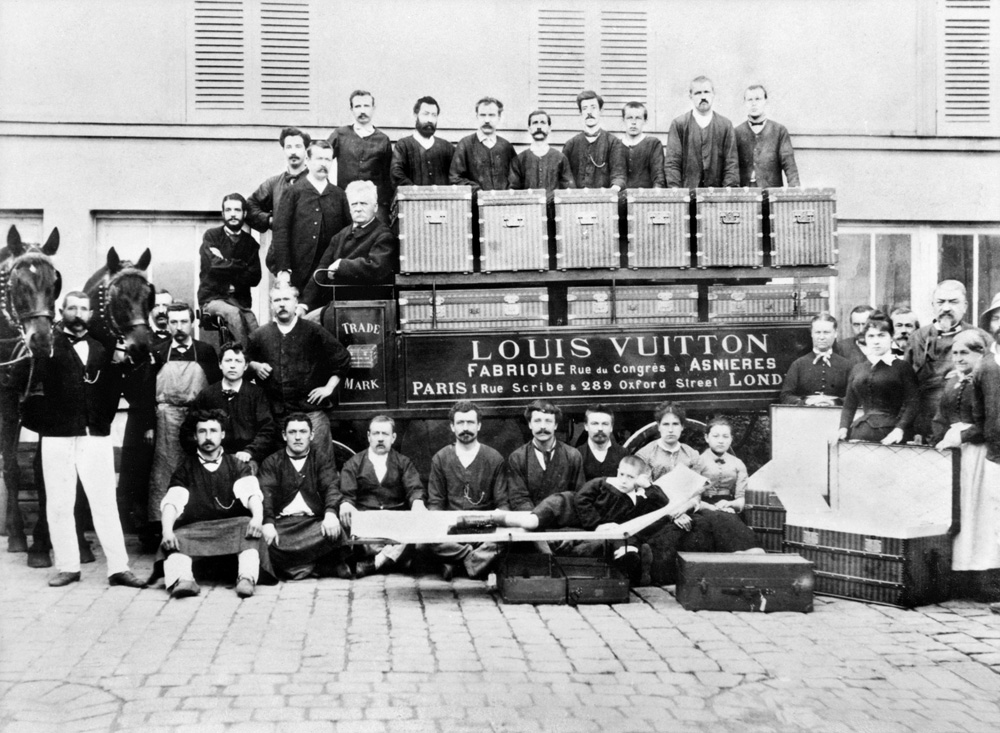
En el patio de los talleres de Asnières, alrededor de 1888, Louis, Georges y Gaston L. Vuitton (sentados en el baúl de una cama).

Esta forma resultaba poco práctica para el transporte masivo, así que para 1858, Vuitton decidió ir contra la corriente y fabricar un modelo que, además de proteger el contenido, podía apilarse fácilmente. El modelo fue perfeccionándose con detalles como una cerradura inviolable. Diez años después, Louis Vuitton optó por estampar sus creaciones con las iniciales de su padre, retomando la tradición de los gremios en la Europa medieval, los cuales marcaban algunas piezas con sus iniciales para identificarlas. A pesar de que hoy los monogramas son motivos comunes en las casas de moda, hasta ese momento sólo la realeza los utilizaba.
Poco después de casarse, Louis abrió su propio taller de fabricación de cajas y embalaje en París y colgó un cartel que decía «Empaqueta de forma segura los objetos más frágiles. Especializado en empacar modas».
Entre otros clientes, fue nombrado proveedor de maletas y equipaje de la emperatriz Eugenia de Montijo, esposa de Napoleón III, quien sería crucial para su desarrollo comercial.
En 1888, presenta el diseño Damier Canvas, donde aparece por primera vez la leyenda marque L. Vuitton déposée («L. Vuitton, marca registrada»).
Louis muere el 25 de febrero de 1892 y fue enterrado en el antiguo cementerio de Asnières-sur-Seine, Francia, la firma pasa a su hijo Georges, quien lleva la marca a la Exposición Mundial Colombina y patenta en 1896, siguiendo los gustos de la época por los patrones japoneses, los patrones de lona con rombos, flores y el monograma de la firma, con lo cual frenó la falsificación de sus productos. Después de su muerte, su hijo Georges inventó y patentó la cerradura de vaso a prueba de fuego que no se puede pinchar. Varios años después, sacó un anuncio en el periódico desafiando al mago Harry Houdini a escapar de su equipaje seguro que tenía esta cerradura.
La compañía, ahora propiedad de LVMH, todavía ofrece el mismo servicio que Louis Vuitton como Malletier a al menos un cliente. En 2014, la Fédération Internationale de Football Association (FIFA) le pidió a Louis Vuitton que diseñara y construyera un estuche de viaje para la Copa del Mundo.